# Wolfgang Eberhard I. von Dalberg
Wolfgang Eberhard I. von Dalberg (* 1614; † 7. September 1676) stammte aus der Familie der Freiherren von Dalberg. Er war Hofmarschall und Rat des Bischofs von Speyer, Oberamtmann in Kirrweiler und Deidesheim.

## Herkunft
Sein Vater war Johann Georg von Dalberg (* vor 1590; † 1644). Die Mutter von Wolfgang Eberhard I. war Barbara († 13. Mai 1621 in Mainz), eine Tochter von Hartmann von Cronberg und Magdalena Brendel von Homburg. Sie war Erbin von Rüdesheim an der Nahe.

## Familie
Wolfgang Eberhard I. heiratete am 27. November 1635 in Landau Maria Eva (* 1612 oder * 1613; † zwischen 28. Februar 1662 und 14. Oktober 1677), Tochter von Wolfgang Friedrich I. von Dalberg zu Herrnsheim und Kunigunde Löw von Steinfurth. Sie hatten eine Reihe von Kindern, allerdings liegen zu ihnen im Einzelnen – wohl aufgrund des durch den Dreißigjährigen Krieg verursachten Chaos – zum Teil sich widersprechende Angaben vor:
1. Maria Franziska (* 1636[9])
2. Maria Magdalena[Anm. 5] (* 30. September 1658[Anm. 6]; † 22. Mai 1740) heiratete am 16. Mai 1684 Johann Philipp Eckbert von Dalberg († 1692) Oberamtmann in Bischofsheim.[Anm. 7]
3. Johann Franz (* 14. August 1640; † 1671) war ab 1658 Domherr, später Domkantor in Worms.
4. Wolfgang Franz, * 1644 (getauft am 11. April 1644)[10]
5. Maria Eva[Anm. 8] (* 30. Juni 1647[Anm. 9]; † 1700[11]) wurde Nonne im Kloster Oberwerth bei Koblenz.
6. Antoinette Gertrud (* 1648[12]; † als Kind)
7. Friedrich Anton (* 27. Juni 1650; † 28. Juli 1705, bestattet im Mainzer Dom) wurde 1680 Domherr in Mainz, 1695 Domherr in Würzburg und 1695 Kanoniker im Ritterstift St. Feratius in Bleidenstadt. Er war kurmainzischer Rat, Hofratspräsident und wurde 1677 Oberamtmann des Hochstifts Speyer in Kirrweiler und Deidesheim.
8. Eckenbert (* um 1652, † 18. August 1696) war kurmainzischer Hofratspräsident und kaiserlicher Reichshofrat.
9. Anna Maria[Anm. 10] (* 1654; † 16. Februar 1724) heiratete am 12. Mai 1684 Adolf Johann Karl von Bettendorff († 30. August 1717 oder 1706). Es war dessen zweite Ehe.
10. Maria Barbara[Anm. 11] († 22. Dezember 1716 in Mainz, bestattet im Mainzer Dom)
11. Maria Elisabeth[Anm. 12] († 7. Mai 1719 in Mainz, bestattet in St. Quintin in Mainz)
12. Maria Katharina[Anm. 13] († 14. Februar 1661), bestattet in St. Peter in Herrnsheim, heute: Worms

## Wirken
Wolfgang Eberhard I. wurde um 1649 Oberamtmann in Kirrweiler und Deidesheim und bischöflich Speyerer Hofmarschall. Er war Herr in Herrnsheim, Ruppertsberg und Essingen.
Wolfgang Eberhard I. war einer von vier männlichen Agnaten, die die Familie Dalberg am 22. September 1653 aufwies und die an diesem Tag gemeinsam durch Kaiser  Ferdinand III. den Reichsfreiherrentitel erhielten. Neben Wolfgang Eberhard I. waren das
- Wolfgang Hartmann von Dalberg zu Bucholt (* 1605;[16] † 1654[17]), kurmainzischer Rat und Oberamtmann in Höchst.
- Johann XXV. (um 1618–1670), kurmainzischer Rat, Oberamtmann in Nieder-Olm und Gau-Algesheim
- Philipp Franz Eberhard von Dalberg (1635–1693), ab 1671 Reichskammergerichtspräsident